# Авторське мовлення
Авторське мовлення — поняття в літературознавстві, розрізняється на відміну від мовлення літературних персонажів чи дійових осіб (власне прямого мовлення) — текст, в якому автор безпосередньо характеризує зображувані події та відповідні образи (переважно від третьої особи).
У більшості епічних та ліро-епічних творів авторське мовлення здійснюється від третьої особи, іноді — від першої (оповідання Марка Вовчка). У драматичних творах авторське мовлення зводиться до ремарок, часто досить красномовних, як у п'єсах Миколи Куліша. Ліричні відступи, опосередковано пов'язані з сюжетом та вчинками персонажів, вважаються своєрідною формою авторського мовлення («Зачарована Десна» Олександра Довженка, «Зорі й оселедці», «На ясні зорі» В. Міняйла та ін.).